# Amastus rumina
Amastus rumina är en fjärilsart som beskrevs av Druce 1906. Amastus rumina ingår i släktet Amastus och familjen björnspinnare. Inga underarter finns listade i Catalogue of Life.